# Acontia lanceolatana
Acontia lanceolatana är en fjärilsart som beskrevs av Embrik Strand 1917. Acontia lanceolatana ingår i släktet Acontia och familjen nattflyn. Inga underarter finns listade i Catalogue of Life.